# Adressat unbekannt
Adressat unbekannt (engl. Address Unknown) von Kressmann Taylor ist ein Briefroman aus dem Jahr 1938. Das Werk handelt vom Ende einer Freundschaft zweier deutsch-amerikanischer Geschäftsleute zu Beginn der NS-Herrschaft.

## Handlung
Der jüdische Geschäftsmann Max Eisenstein und sein nach Lesart der Nazis arischer Partner Martin Schulse betreiben eine außerordentlich gutgehende Kunstgalerie in San Francisco, Kalifornien.
Im Jahre 1932 übersiedelt Schulse mit seiner Familie von San Francisco nach München.
Zunächst distanziert den Aufstieg Hitlers und die Machtübergabe an die Nationalsozialisten betrachtend, wird Schulse selbst mehr und mehr bekennender Nationalsozialist. Schulse wird auf Grund seines Vermögens und seiner Beziehungen ein hoher Posten in der Kommunalverwaltung angetragen. Sein gesellschaftlicher Status steigt von Tag zu Tag. Der anfängliche Opportunismus verwandelt sich in einen glühenden Fanatismus, der schließlich dazu führt, dass sich Schulse von seinem jüdischen Freund und Geschäftspartner distanziert.
Sein in den Vereinigten Staaten gebliebener ehemaliger Geschäftspartner Max Eisenstein, der die gemeinsame Kunstgalerie in San Francisco weiterhin führt, akzeptiert schweren Herzens den charakterlichen Wandel seines ehemaligen Freundes.
Als jedoch Eisensteins Schwester Griselle, eine Schauspielerin, um ihres Judentums willen in Deutschland in Gefahr gerät, fleht Eisenstein Schulse an, der Schwester, die einst mit Schulse liiert war, zu helfen. Dabei berichtet Eisenstein, dass ein Brief an Griselle mit dem Vermerk „Adressat unbekannt“ an ihn zurückgegangen sei.
Tatsächlich flüchtet sich Griselle, von der SA verfolgt, zu Schulse. Dieser verweigert der ehemaligen Geliebten die Hilfe. Griselle wird daraufhin auf Schulses Anwesen von SA-Männern erschlagen. Über diesen Vorfall erstattet Schulse Eisenstein nüchtern Bericht und fordert Eisenstein ferner auf, weitere Korrespondenz zu unterlassen, da Verbindungen mit dem Judentum nunmehr seiner Karriere abträglich wären. Außerdem würden die Briefe vom Geheimdienst geöffnet und Schulse wiederholt aufs Amt zitiert, um sich für diese Korrespondenz zu verantworten.
Von nun an aber folgt in vierzehntäglichem Abstand ein Brief dem anderen, adressiert an Schulse. Eisenstein kehrt in diesen Schreiben zu der alten Liebenswürdigkeit zurück, fasst aber die kurzen Schreiben in einem sehr verfänglichen Stil ab, der bei den die Post kontrollierenden Geheimdienstlern den Verdacht wecken muss, dass Schulse ein Agent einer jüdischen Widerstandsorganisation sei.
Nun fleht Schulse Eisenstein an, mit dieser Korrespondenz aufzuhören, da sein Leben und das seiner Frau und seiner Kinder mittlerweile ernstlich in Gefahr sei. Anschaulich schildert Schulse die Schrecken der Konzentrationslager und die Konsequenz seiner physischen Vernichtung. Er beschreibt seine zunehmende gesellschaftliche Isolierung und Demontage, die er seit Eisensteins Briefen nach Griselles Tod hatte erleiden müssen. Nun beschwört er die alte Freundschaft. Eisenstein jedoch schreibt unbeirrt weiter, wohl wissend, welche vernichtende Wirkung diese Briefe für Martin Schulse haben müssen. Tatsächlich kommt der letzte Brief, der im Frühjahr 1934 verschickt wurde, mit dem Vermerk zurück: Adressat unbekannt.
Zwar bleibt das Schicksal Schulses offen, die Autorin impliziert jedoch mit der Komposition ihres Briefromanes die physische Vernichtung des Martin Schulse. Zwar konnte Eisenstein den Tod seiner Schwester nicht direkt an den Mördern ahnden, stellvertretend für diese wurde jedoch ein williger Protagonist des Systems zum Ziel von Eisensteins Rache. Durch Vorspiegelung falscher Tatsachen erreichte Eisenstein, dass Schulse, der willige Verfechter der nationalsozialistischen Weltanschauung, zum Opfer dieses Systems und damit seiner eigenen Überzeugung wurde.
Der bereits 1938, dem Jahr der Reichspogromnacht, in dem amerikanischen Magazin Story veröffentlichte Roman zeigt, dass die USA von der nationalsozialistischen Haltung den Juden gegenüber unterrichtet waren und auch von Ausschreitungen Kenntnis hatten.

## Publikationen
Der Briefroman erschien erstmals 1938 in der September/Oktober-Ausgabe der New Yorker Zeitschrift Story. Der amerikanische Verlag Simon & Schuster veröffentlichte die Geschichte 1939 als Buch.
Das Buch wurde 1944 von William Cameron Menzies nach einem Skript von Herbert Dalmas  unter dem Titel „Address Unknown“ verfilmt. Der Oscarpreisträger des Jahres 1944 Paul Lukas spielte den Martin Schulz, unter den weiteren Schauspielern waren Peter van Eyck, Mady Christians und Frank Faylen.
Der Stoff wurde wiederholt auf der Bühne inszeniert. BBC Radio 4 brachte 2008 ein Hörspiel.

## Buchausgaben
- Address unknown. Cincinnati, Ohio: Story Press Endangered Classic, 1995.
  - Adressat unbekannt. Aus dem Amerikan. von Dorothee Böhm. Mit einem Nachw. von Elke Heidenreich. Hamburg: Hoffmann und Campe 2000, ISBN 3-455-07674-2.